# یونکرس یومو ۲۱۰
یونکرس یومو ۲۱۰ (به انگلیسی: Junkers Jumo 210) یک هواگرد ساختِ کارخانهٔ یونکرس در کشور آلمان است.